# Дьерна
Дьерна (также Тьерна) — римский военный лагерь (каструм) II—III вв. н. э. в провинции Римская Дакия. Имел вспомогательное значение и располагался на северном берегу реки Дунай на подходе к ущелью Железные ворота. Имел прямое сообщение с гарнизоном в Преториуме. Размеры: 64 x 54 м². Общая площадь — 0,35 га. За стенами возникло также и гражданское поселение. Как и другие римские населённые пункты лагерь пришёл в упадок в 270-х годах. Новое поселение на его месте впервые упоминается в 1150 году под славянским именем Оршова.